# Augurat

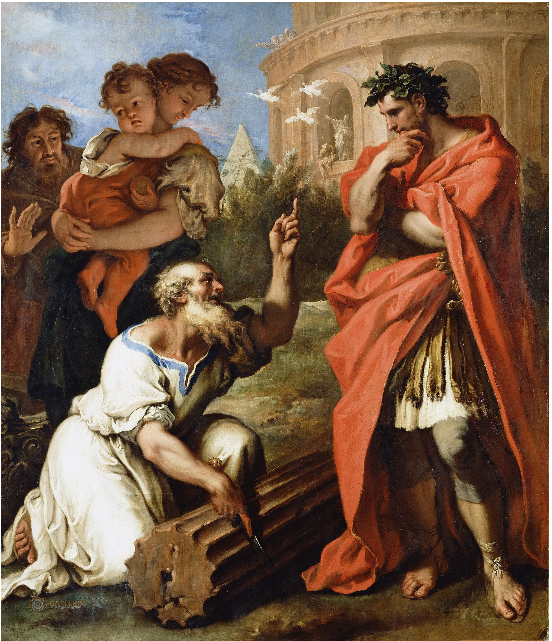
Attus Navius citindu-i augurii Regelui Romei, Lucius Tarquinius Priscus (Sebastiano Ricci, cca. 1690, Muzeul Getty.

Auguratul a fost o practică religioasă greco-romană ce consta în observarea comportamentului păsărilor cu scopul de a obține auguri, mesaje provenite de la zei.